# マルワーン・イーサー
マルワーン・イーサー（アラビア語: مروان عيسى, Marwān ʿĪsā、英語: Marwan Issa、1965年 - 2024年3月10日) は、パレスチナ過激派組織ハマースの軍事部門であるイッズッディーン・アル＝カッサーム旅団の副司令官で、ムハンマド・デイフの右腕として知られている。
マルワーンは2023年のイスラエルに対するハマースの攻撃計画において重要な役割を果たした。マルワーンは2019年に米国のテロ監視リストに、2023年には欧州連合のテロ監視リストに加えられた。
通称（クンヤ）はアブー・アル＝バラー（アラビア語：أبو البراء, Abū al-Barā）。なお、マルワーン・イーサー以外の日本語カタカナ表記揺れとしてはマルワン・イーサ、マルワン・イサ、マルワン・イッサなど。

## 青年期
ガザ地区生まれ。イーサーは第1次インティファーダの際、ハマースの活動を理由にイスラエルに5年間拘留された。その後、1997年から 2000 年までパレスチナ自治政府によって拘留されたが、第2次インティファーダの勃発後に解放された。

## ハマースの指導者として
マルワーン・イーサーはガザ地区中央部の難民キャンプのカッサム旅団長となった。イーサーは後にイスラエルで最も指名手配されている過激派の一人となり、ムハンマド・デイフやその他のカッサム旅団幹部も出席した2006年の会議中にイスラエルによる暗殺未遂により重傷を負ったが生き延びた。
イーサーが公の場に姿を現すことはめったになく、2011年にギルアド・シャリート（ギラド・シャリット）捕虜交換時に釈放されたパレスチナ人捕虜のレセプション中に写真に登場するまで、イーサーの姿は公に知られていなかった。イーサーはハマースのチームのメンバーで、アフマド・アル＝ジャバリー、サーリフ・アル＝アールーリー（口語発音：サーレフ・アル＝アルーリ）、ニザール・アワダッラーと交換交渉を行った。
イーサーはムハンマド・デイフ司令官の右腕で副司令官として、2023年のハマースのイスラエル攻撃で重要な役割を果たした。 2023年のイスラエル・ハマース戦争中、イーサーはガザのハマースの指導者ヤヒヤ・シンワル（ヤフヤー・アッ＝スィンワール）とデイフと並んで、イスラエルで最も指名手配されているハマースの3人の過激派の1人であり、3人はハマースの軍事機構の頂点に秘密軍事評議会を形成していた。シンワールかデイフのどちらかが殺害された場合、イーサーは後任となるため欧州連合はイーサーを攻撃に直接結びつけ、12月8日にイーサーとデイフをテロリストのブラックリストに指定した。
彼は2019年9月10日に米国によってテロリストに指定された。

## 死亡
2024年3月11日、イスラエル側のメディアは、同月9日夜から10日朝にかけてイスラエル軍が行ったガザ中部のヌセイラット難民キャンプへの空爆によりイーサーが殺害された可能性を報じた。
その後、3月17日にハマース側はイーサーの空爆で10日の夜に死亡したことを秘密裏に認めたとイスラエル側のメディアが報じた。
当初、この殺害発表に対し、ハマース政治局メンバーはイスラエル側の主張に信憑性は無いとしてマルワーン・イーサー死亡を否定するコメントを発表しており、公式には認めていなかったが2025年1月19日、ハマスはマルワーン・イーサーが殺害されたことを公式に認めた。